# Leucania polemusa
Leucania polemusa là một loài bướm đêm trong họ Noctuidae.